# Xpeng Mona M03
XPeng Mona M03 (кит.: 小鹏MONA M03) — це ліфтбек, виготовлений китайською компанією по виробництву електромобілів XPeng. Це перший продукт у лінійці продуктів Mona, яка зосереджена на дешевих транспортних засобах у звичайному сегменті на відміну від позиціонування преміум-класу попередніх автомобілів XPeng. У Китаї він займає сегмент A-класу, еквівалентний світовому сегменту C.
У червні 2024 року автомобіль був представлений із набором зображень, а потім представлений у липні 2024 року та надійшов у продаж у серпні 2024 року перед автосалоном у Ченду.
Mona розшифровується як «Made Of New AI».  Генеральний директор компанії Хе Сяопен зазначив, що буквено-цифрову назву «M03» було обрано як данину поваги Tesla Model 3.

## Огляд
Під час запуску Mona M03 доступний у трьох варіантах під назвами 515, 620 і 580 Max. Версія 515 живиться від батареї ємністю 51,8 кВт/год, тоді як 620 і 580 Max використовує акумулятор ємністю 62,2 кВт/год. Обидві LFP батареї виробництва FinDreams. Він оснащений одиночним двигуном, встановленим спереду, з показником прискорення 0–100 км/год (0–62 милі/год) за 7,8 секунди для початкової версії та 7,4 секунди для 620 і 580 Max. 
XPeng був зосереджений на зменшенні опору автомобіля, стверджуючи, що модель має найнижчий коефіцієнт опору серед серійних повністю електричних хетчбеків у світі — Cd 0,194. Mona M03 пройшов 10 випробувань у аеродинамічній трубі тривалістю понад 100 годин кожне, що дозволило зменшити опір вітру Cd 0,085, що призвело до збільшення дальності на 60 км.
Mona M03 має лише великий плаваючий центральний інформаційно-розважальний екран розміром 15,6 дюйма. Система працює на базі чіпа Qualcomm Snapdragon 8155 з 16 ГБ оперативної пам'яті. В автомобілі немає фізичних кнопок, за винятком двох коліщаток прокручування на кермі. Підключаємий екран панелі приладів за кермом є опціональним. Модель також має опцію заднього розважального екрана. У стандартній комплектації Xpeng Mona M03 оснащено радарами з довжиною хвилі 2 міліметри, 12 ультразвуковими датчиками та 7 камерами для підтримки інтелектуального водіння L2.